# Akashi Takenori
Akashi Takenori (明石 全登?; 1569? – 1618?) è stato un samurai giapponese dei periodi Sengoku ed Edo. Noto anche come Morishige, Teruzumi, Zentō, Naritoyo o Masataka.
Fu servitore di Ukita Naoie, il più grande daimyō della provincia di Bizen. Il suo titolo di corte fu Kamon-no-Kami (掃部頭?). Il suo nome da Cristiano fu Giovanni Giusto.

## Biografia
Nacque come figlio di Akashi Yukio (景親?), signore del castello di Hoki nella provincia di Bizen. Non si conosce la data precisa di nascita, ma si presume sia nato intorno al 1569.
La famiglia Akashi di Bizen discendeva dal clan Akamatsu, ed era conosciuta anche per il controllo e la gestione delle miniere di rame. Suo padre Yukio inizialmente serviva gli Urakami, ma nel 1575 passò dalla parte di Ukita Naoie, entrando così al servizio del clan Ukita. Yukio e suo fratello servirono fedelmente fino a diventare daimyō con un feudo di 40.000 koku.
Takenori ereditò il ruolo del padre prima del 1597, divenendo signore del castello di Omata (nell'attuale città di Bizen) e anziano del clan Ukita, anche se non prese parte all'amministrazione territoriale.
Nel 1599, dopo l’omicidio del ciambellano Nagafune Tsunanao durante una crisi interna al clan Ukita, Takenori prese il controllo come amministratore del clan. Da un possedimento iniziale di circa 33.110 koku, arrivò a governarne 100.000 grazie anche all’intervento di Toyotomi Hideyoshi.
Nel 1600 partecipò alla battaglia di Sekigahara come alleato di Ishida Mitsunari partecipando alla battaglia di Kuisegawa. Il giorno seguente guidò 8.000 uomini dell’esercito Ukita e combatté valorosamente contro le forze di Fukushima Masanori. Dopo il tradimento di Kobayakawa Hideaki l’esercito fu sconfitto. Takenori impedì al suo signore Hideie di morire combattendo e lo convinse a ritirarsi verso il castello di Osaka, facendo da retroguardia. Dopo la sconfitta, fuggì senza riuscire a contattare Hideie e divenne un ronin.
Rimasto senza signore fu protetto da Kuroda Yoshitaka anch’egli cristiano e legato alla famiglia Akashi. In seguito si rifugiò presso Tanaka Tadamasa del dominio di Yanagawa. Tuttavia non esistono fonti certe su questo periodo della sua vita.
Nel 1614 partecipò alla campagna d'inverno di Osaka dalla parte dei Toyotomi, motivato anche dalla fede cristiana. Sua moglie Monica lo accompagnò a Osaka e lavorò come infermiera durante l'assedio. Nel 1615, durante la Campagna estiva, combatté nella battaglia di Dōmyōji e successivamente a Tennōji, dove tentò con 300 uomini un attacco suicida contro il quartier generale di Tokugawa Ieyasu. Dopo aver visto l’annientamento delle truppe alleate, riuscì a sfuggire rompendo l'accerchiamento. Nonostante fosse braccato dalle forze Tokugawa non fu mai catturato e scomparve per sempre.